# 関根達発
関根 達発（せきね たっぱつ、1883年（1888年の説あり）1月17日 - 1928年3月20日）は、日本の俳優である。關根 達發と表記されることもある。本名は不詳とする資料も在るが、關根 橘太郎（せきね きつたろう）であり、後に大橋 橘太郎（おおはし きつたろう）と改姓する。日本映画草創期に活躍した二枚目俳優で、新派俳優から吉沢商店を経て日活向島撮影所に入社し、多くの作品に出演した。その後天活を経て松竹蒲田撮影所に入社すると立ち役だけでなく老け役にも回った。松竹退社後はマキノ・プロダクションの作品に出演した。主な出演作品に『カチューシャ』『山の線路番』など。身長は5尺5寸5分（約168.2センチメートル）、体重は15貫（約56.3キログラム）。

## 来歴・人物
1883年（明治16年）1月17日、東京府東京市下谷区金杉（現在の東京都台東区下谷）に生まれる、とされている。1979年（昭和54年）に発行された『日本映画俳優全集 男優篇』では、生年は1888年（明治21年）である旨が記されている。
渡辺小学校卒業後の1896年（明治29年）4月に海軍予備校（現在の海城高等学校）に入学するが1年で中途退学、下駄屋の職人や製壜所の事務員となる。1903年（明治36年）、宇都宮の壽座に乗り込んだ某俳優の一座に加入して『文七元結』の仕出しで出演したのが初舞台となる。その後横浜市役所の臨時雇となり、22歳の時に大阪へ行って山田九洲男の世話で道頓堀・朝日座に出演し、新派俳優として活動を始める。1905年（明治38年）には朝鮮に渡り、仁川・京城・釜山・龍山等を巡業する。1906年（明治39年）6月、高田実の門下となる。

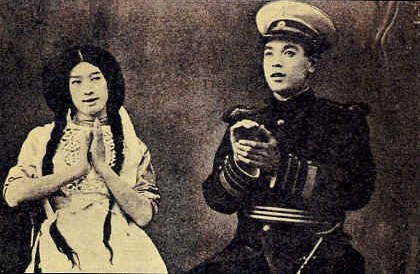
『カチューシャ』（1914年）右が関根、左は立花貞二郎。

1909年（明治42年）、M・パテー商会製作・岩藤思雪脚色の軍事劇『大和桜』が最初の映画出演となる。1910年（明治43年）夏、吉沢商店の専属俳優となり、藤沢浅二郎とともに同店の俳優養成所の指導にあたる一方、『犠牲』『樵夫の子』『妻君と芸者』など多くの新派劇に出演する。1913年（大正2年）3月、日活向島撮影所に入社、『水郷記』『やどり木』などの新派悲劇から喜劇、連鎖劇まで幅広く主演し、二枚目スターとして人気を集める。1914年（大正3年）、芸術座が松井須磨子主演で初演した『復活』の映画化『カチューシャ』に主演する。関根がネフリュードフ、立花貞二郎がカチューシャを演じ、舞台で松井が歌った「カチューシャの唄」をスクリーンの脇で女弁士に歌わせて、作品は向島撮影所始まって以来の大ヒット作となった。翌年には続篇の『後のカチューシャ』、続々篇の『カチューシャ続々篇』が製作されている。
1916年（大正5年）6月、天然色活動写真（略称：天活）の小林興行部に転じ、次いで独立した小林商会に入って『朧夜』などの連鎖劇に出演するが、1917年（大正6年）7月の連鎖劇興行禁止後は舞台に移る。1920年（大正9年）、松竹キネマが創立されると同社の招きで蒲田撮影所に入社し、蒲田の設立第2作『新生』をはじめ『女の力』『虞美人草』『悪夢』『奉仕の薔薇』『法の涙』など30本近い作品に出演。特に島津保次郎監督の『山の線路番』では主役の線路番の老人を演じて渋いうまさを見せた。松竹を退社後は、千代田映画社で『乃木将軍』に主演したのち、1926年（大正15年）6月9日にマキノ・プロダクションへ入社する。『勝てば官軍』『大尉の娘』などに主演したほか、『照る日くもる日』『悪魔の星の下に』などに助演した。
1928年（昭和3年）3月20日、死去。45歳没。死因は不明である。

## 出演映画
- 日本桜（1909年、M・パテー商会）
- 犠牲（1910年、吉沢商店）
- 瓶の仙人（1910年、吉沢商店）
- 樵夫の子（1910年、吉沢商店）
- 妻君と芸者（1911年、吉沢商店）
- 不仕合の父子（1911年、吉沢商店）
- めぐり合ひ（1911年、吉沢商店）
- 水郷記（1913年、日活）
- やどり木（1913年、日活）
- 悲劇百合子（1913年、日活）
- 渦巻（1913年、日活）
- 弁天小僧仙之助（1914年、日活）
- 松風村雨（1914年、日活）
- 真如の月（1914年、日活）
- 母の罪（1914年、日活）

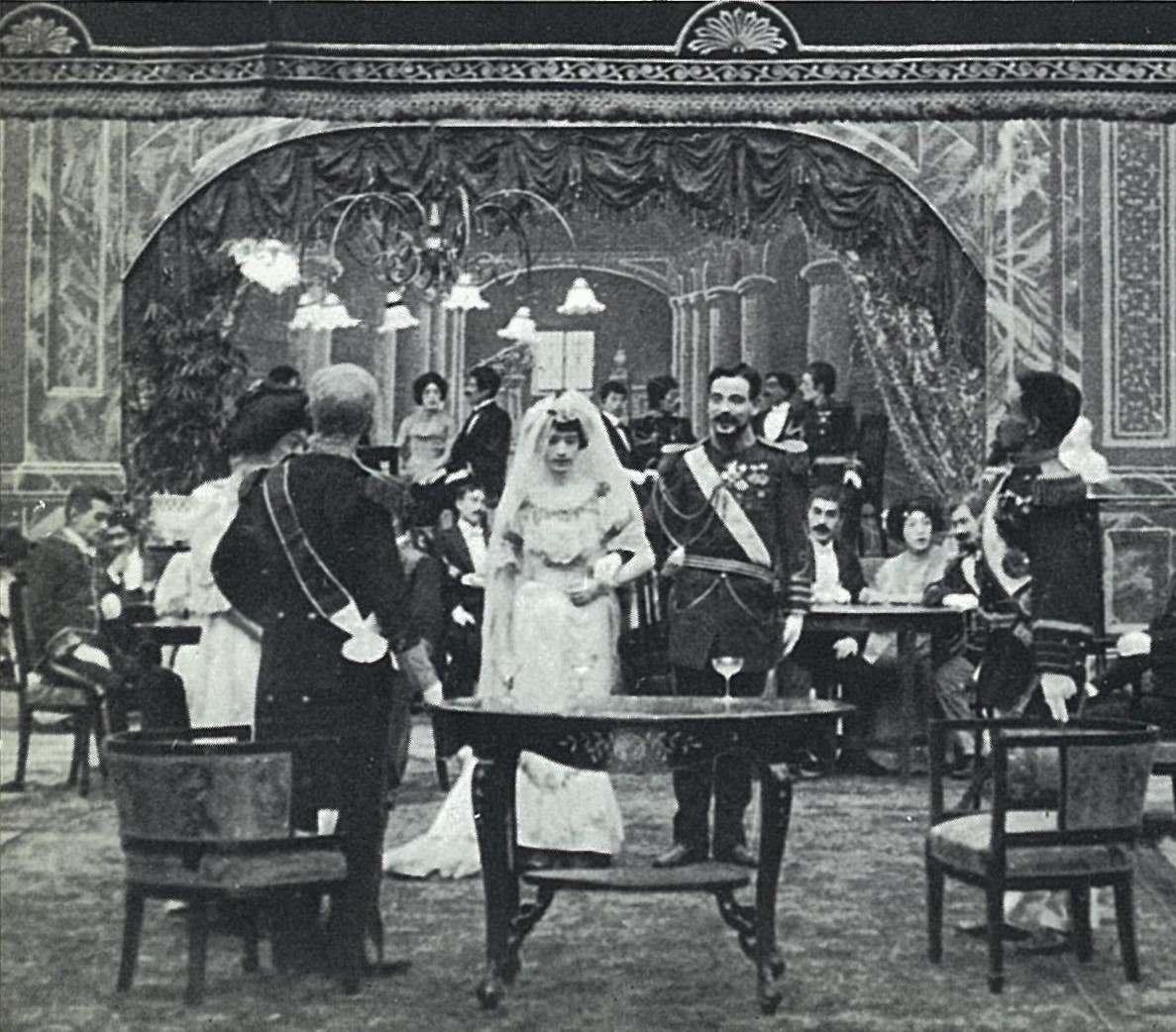
『後のカチューシャ』（1915年）、中央右。左は立花貞二郎。

- カチューシャ（1914年、日活） - ネフリュードフ
- 後のカチューシャ（1915年、日活） - ネフリュードフ
- 人の思（1915年、日活）
- 狂美人（1915年、日活）
- 洋妾の娘（1915年、日活）
- カチューシャ続々篇（1915年、日活） - ネフリュードフ
- うき世（1916年、日活）
- 疑惑（1916年、天活）
- 二人妻（1917年、小林商会）
- 心の闇（1917年、小林商会）
- 儚き母子（1917年、小林商会）
- 新生（1920年、松竹キネマ）
- 鉱山の秘密（1920年、松竹キネマ） - 鉱山地主・安田勇蔵
- 女の力（1921年、松竹キネマ） - 鬼の篠原鉄太郎
- 虞美人草（1921年、松竹キネマ）
- 悪夢（1921年、松竹キネマ）
- 奉仕の薔薇（1921年、松竹キネマ）
- 法の涙（1921年、松竹キネマ）
- 断崖（1921年、松竹キネマ）
- 己ヶ罪（1921年、松竹キネマ） - 漁師作兵衛
- 青春の夢（1921年、松竹キネマ）
- 信州墓参 乃木将軍（1921年、松竹キネマ）
- 砂上の家（1921年、松竹キネマ）※兼監督
- 金色夜叉（1922年、松竹キネマ）
- 海の極みまで（1922年、松竹キネマ）
- 不如帰（1922年、松竹キネマ）
- 乳姉妹（1922年、松竹キネマ）
- 白蓮紅蓮（1922年、松竹キネマ）
- 母の心（1922年、松竹キネマ）
- 傷める小鳥（1922年、松竹キネマ）
- 噫!祖国（1922年、桃華プロ）
- 山の線路番（1923年、松竹キネマ）
- 黒装束（1923年、松竹キネマ）
- 父よ何処へ（1923年、帝国キネマ）
- 自然は裁く（1924年、映画芸術協会）
- 極楽島の女王（1925年、特作映画）
- 乃木将軍（1926年、千代田映画） - 乃木将軍
- 情の光（1926年、特作映画） - 茂子の父
- 少年鼓手（1926年、広尾映画） - 橋本新左衛門
- 照る日くもる日（1926年、マキノ・プロ） - 岩見鬼堂
- 恋の丸橋（1926年、勝見プロ） - 与力弥右門
- 影法師捕物帳（1926年、マキノ・プロ） - 与力峰沢藤右衛門
- 大尉の娘（1927年、マキノ・プロ） - 森田慎蔵
- 乃木将軍旅行日記（1927年、マキノ・プロ）
- 心中雲母阪（1927年、マキノ・プロ） - 叔父干八郎
- 悪魔の星の下に（1927年、マキノ・プロ） - 牛窪勘解由